# Delphinium yulungshanicum
Delphinium yulungshanicum är en ranunkelväxtart som beskrevs av Wen Tsai Wang. Delphinium yulungshanicum ingår i släktet storriddarsporrar, och familjen ranunkelväxter. Inga underarter finns listade i Catalogue of Life.